# Swerve Strickland
Stephon Strickland (n. 30 septembrie 1990, Tacoma, Washington, SUA) este un wrestler american. El este semnat cu All Elite Wrestling (AEW), unde luptă sub numele de ring Swerve Strickland. El este fost AEW World Champion și AEW World Tag Team Champion.
Strickland și-a început cariera în 2008, lucrând ca Shane Strickland pentru mai multe promoții independente până în 2019, inclusiv Major League Wrestling (MLW), Evolve Wrestling și Combat Zone Wrestling (CZW), câștigând titlurile principale ale acestor promoții, MLW World Heavyweight Championship, Evolve World Championship și CZW World Heavyweight Championship. Din 2014 până în 2018, Strickland a luptat în Lucha Underground ca un luptător mascat pe nume Killshot. În 2019, a semnat un contract cu WWE, unde a lucrat ca Isaiah „Swerve” Scott în NXT. În timp ce se afla în NXT, a făcut parte din Hit Row și a câștigat o dată Centura NXT North-American, dar la scurt timp după ce a fost promovat în SmackDown, a fost dat afară în noiembrie 2021.
După plecarea lui WWE, și-a schimbat numele în Swerve Strickland și a semnat cu AEW în martie 2022. A format o echipă cu Keith Lee, câștigând o dată AEW World Tag Team Championships. După ce s-a întors împotriva lui Lee, Strickland a devenit liderul Mogul Embassy și a câștigat AEW World Championship în aprilie 2024, deținând titlul până în august.

## Copilărie
Stephon Strickland s-a născut în Tacoma, Washington, la 30 septembrie 1990. Tatăl său, care era bucătarul sergenților de primă clasă în armata Statelor Unite, și-a mutat familia în Germania când Strickland avea două luni pentru a locui într-o bază militară americană din Frankfurt. Strickland și-a petrecut primii șapte ani din viață în Germania. Familia s-a întors mai târziu în Statele Unite și s-a stabilit în Mount Joy, Pennsylvania, unde Strickland a urmat liceul Donegal. A excelat în fotbal, baschet și atletism.
La scurt timp după ce a părăsit liceul, Strickland a simțit nevoia să calce pe urmele tatălui său și s-a înrolat în Rezerva Armatei Statelor Unite la vârsta de 17 ani. Și-a efectuat Antrenamentul de bază al Armatei Statelor Unite în Carolina de Sud, apoi a urmat 22 de săptămâni de Instruire Avansată Individuală la Fort Eisenhower din Augusta, Georgia. Apoi a fost staționat în York, Pennsylvania, unde a servit ca specialist în sisteme de suport pentru semnal 25U timp de opt ani. A părăsit Rezerva Armatei în 2015.

## Cariera în wrestling

### Formare și început de carieră (2008–2012)
Strickland a decis să devină un wrestler când avea 18 ani. El a început să se antreneze la Ground Xero (Zero) Wrestling Training Academy în august 2008, făcând acest lucru în timp ce încă era în Rezerva Armatei Statelor Unite. Curând a început să primească rezervări în zonele Maryland și Pennsylvania. Avea angajamente în Rezerva Armatei în York, Pennsylvania, ceea ce l-a obligat să lupte doar în circuitul independent al acelei zone generale în primii ani ai carierei sale. În septembrie 2011, Strickland și-a făcut prima apariție cu National Wrestling Alliance, pierzând în fața lui Phil Brown. În martie 2012, l-a învins pe Alex Payne la debutul său pentru East Coast Wrestling Association. El va debuta pentru World Xtreme Wrestling într-un meci de șase oameni pe 15 septembrie 2012.

### Independent circuit (2012–2019)
Pe 5 mai 2012, Strickland și-a făcut debutul pentru Evolve Wrestling, unde a făcut echipă cu Latin Dragon pentru a-i învinge pe DMC și Nate Carter. Pe 4 august 2018, Strickland l-a învins pe Matt Riddle pentru a câștiga centura Evolve la Evolve 108. La Evolve 114 a pierdut centura în fața lui Fabian Aichner din NXT, punând capăt domniei sale de trei luni. Strickland s-a luptat cu Kassius Ohno din NXT la Evolve 116 pe 10 noiembrie 2018, pierzând. După ce nu a mai apărut timp de trei luni, Strickland a revenit în Evolve la Evolve 121 pe 15 februarie 2019, pentru a-l înfrunta pe Adam Cole din NXT. Avea să fie învins de Cole și în noaptea următoare îl va învinge pe AR Fox. S-a confruntat cu JD Drake la Evolve 126 pentru centura WWN într-un meci pe care l-a pierdut.
În 2016, Strickland și-a făcut debutul în Germania pentru Westside Xtreme Wrestling (wXw), participând la turneul de aur de 16 carate și mai târziu la World Tag Team League, pe care l-a câștigat alături de David Starr. Ei au învins multe echipe consacrate precum Angélico și Jack Evans, Ringkampf (Timothy Thatcher și Walter), Mustache Mountain (Tyler Bate și Trent Seven) și The Leaders of the New School (Marty Scurll și Zack Sabre Jr.). Shane Strickland l-a provocat pe Cody Rhodes, la evenimentul inaugural Defy, Defy1 într-o înfrângere. În weekendul de trei zile WrestleMania 33 din 2017, el a luptat șapte meciuri pentru cinci promoții diferite, inclusiv patru într-o singură zi. Pe 25 august 2018, Strickland a apărut la Triplemanía XXVI. El și A. C. H. au apărut la acel eveniment pentru a reprezenta Major League Wrestling prin parteneriatul MLW și AAA. Au fost într-un meci în patru pentru AAA World Cruiserweight Championship. Strickland nu a reușit să câștige centura. Pe 23 martie 2019, Strickland a concurat pentru The Crash Lucha Libre într-un fatal-4-way pentru The Crash Cruiserweight Championship.
Strickland a câștigat centura PCW Ultra Light Heavyweight pe 26 martie 2018. Două luni mai târziu, la următorul lor eveniment, el și-a apărat  centura împotriva lui Douglas James cu Ricky Steamboat ca arbitru. A încheiat anul cu apărări de succes împotriva lui Dragon Lee, Flip Gordon, Rey Horus și Darby Allin, printre alții. Pe 7 decembrie 2018, Strickland l-a învins pe Pentagon Jr. pentru centura PCW Ultra Heavyweight, devenind un dublu campion, deoarece încă deținea Light Heavyweight Championship.
Pe 9 martie 2019, Strickland și-a luat rămas bun la un eveniment DEFY Wrestling, indicând că va semna în curând cu o companie importantă. La Wrestle Summit 2019, el a apărut ca membru al listei PCW Ultra. La eveniment și-a pierdut centura PCW Ultra Heavyweight în fața lui Mil Muertes. După Wrestle Summit, Strickland a dezvăluit că pe 6 aprilie va lupta pentru Wrestling Revolver la evenimentul Pancakes and Piledrivers de la WrestleCon. În meci, a făcut echipă cu Joe Gacy și Eddie Kingston pentru a se confrunta cu oVe, în ceea ce a fost promovat drept ultimul său meci prin circuitul independent.

#### Combat Zone Wrestling (2012–2017)
Strickland și-a făcut debutul în Combat Zone Wrestling (CZW) pe 4 februarie 2012. Pe 10 martie 2012, la Aerial Assault, Strickland a participat la evenimentul principal, un Best Of The Best 11 Qualifying Aerial Assault Elimination Match câștigat de Samuray del Sol. Pe 10 noiembrie 2012, la Night of Infamy 11, Strickland a participat la CZW Wired TV Open Challenge, dar a fost învins de campionul A. R. Fox. La Best of the Best 12, Strickland a participat la turneul Best of the Best, dar a fost învins în primul tur de Alex Colon.
Pe 14 septembrie 2013, la Down with the Sickness, Strickland a participat la evenimentul principal, un meci Chris Cash Memorial Fatal 4 Way Ladder pentru centura CZW Wired TV, dar meciul a fost câștigat de Colon. La Cage of Death XV, Colon l-a învins pe Strickland într-un meci pentru titlu. Pe 8 martie 2014, la High Stakes, Strickland l-a învins pe campionul CZW Wired Devon Moore pentru a câștiga titlul pentru prima dată. La Best of the Best XIII, Strickland și-a păstrat titlul împotriva lui Moore într-un meci Ladder.
Apoi, Strickland a început o rivalitate cu Joe Gacy. La Dojo Wars 6, Strickland a pierdut titlul împotriva lui Gacy. Cu toate acestea, Strickland și-a recâștigat titlul două săptămâni mai târziu la Dojo Wars 7. În octombrie 2014, Strickland a participat la World Triangle Tournament, un turneu susținut de Westside Xtreme Wrestling, Combat Zone Wrestling și Big Japan Pro-Wrestling. Strickland a încheiat cu 3 puncte în blocul B. În cele din urmă, la Cage of Death XVI, Gacy l-a învins pe Strickland pentru titlu. După o absență îndelungată în care a luptat pentru WXW în Germania, Strickland a făcut o singură apariție în 2015 într-o victorie în fața lui David Starr.

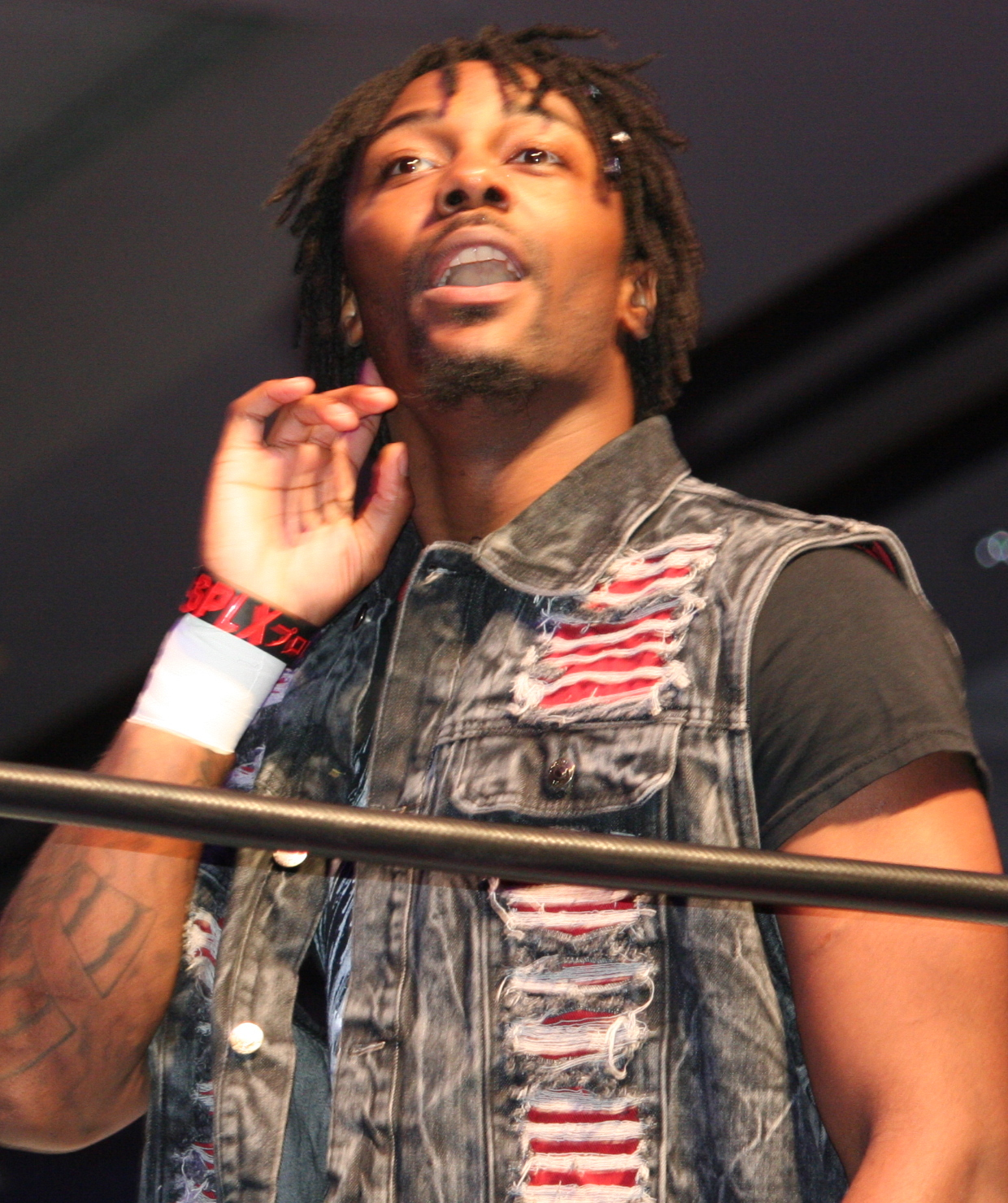
Swerve Strickland în 2017

În 2016, Strickland a avut o serie de meciuri apreciate cu Dezmond Xavier, iar în turneul Best of the Best din 2017 a ajuns în finală înainte de a pierde în fața lui Dave Crist. În iulie același an, el a continuat să-i învingă pe Gacy, Lio Rush și Davey Richards într-un 4-way pentru a câștiga pentru prima dată centura Mondial CZW la categoria grea. A păstrat titlul până în noiembrie înainte de a pierde în fața lui Gacy, care a pierdut imediat titlul în fața lui Rickey Shane Page. Page i-a provocat apoi pe ambii bărbați la un meci Cage Of Death pentru titlu, pe care Strickland nu a reușit să-l câștige.

#### Lucha Underground (2014–2018)
Strickland a participat la serialul de televiziune de wrestling El Rey Network Lucha Underground. Strickland a devenit un personaj central în Lucha Underground, ca unul dintr-un grup mic de personaje care apar în fiecare sezon. Prietenul său, Ricochet, prezent în emisiune, l-a determinat să-i trimită lui Konnan câteva dintre casetele sale cu meciuri la sfârșitul anului 2014. Acest lucru a dus la un meci de încercare cu Willie Mack și el a fost ulterior semnat de companie. El a portretizat personajul Lt. Jermaine Strickland, un veterinar militar care poartă etichete de câine pentru a onora amintirile camarazilor săi căzuți și a luptat sub o mască și sub numele de Killshot. În primul sezon, s-a aliniat cu Big Ryck și Willie Mack și a participat la un turneu pentru LU Trios Championship, dar aceștia au fost învinși în finale de eventualii câștigători Angélico, Son of Havoc și Ivelisse. După primul sezon, Strickland l-a întrebat pe scriitorul-șef Chris DeJoseph dacă ar putea scrie ceva fundal și poveste pentru personajul său. Acest lucru a făcut ca acesta să aibă mai multe elemente militare.
În sezonul 2, a avut o rivalitate cu Marty Martinez, după ce Marty i-a furat etichetele după ce un meci dintre ei s-a încheiat fără un câștigător. Cearta lor s-a încheiat într-un meci Weapon of Mass Destruction, unde Killshot l-a învins pe Martinez. După meci, Killshot a început o poveste când a primit o scrisoare de la A. R. Fox, un fost frate de arme pe care Killshot l-a lăsat ca mort în luptă. S-au înfruntat la Ultima Lucha Tres Part I într-un meci Hell of War în care Killshot a câștigat. ESPN a numit-o „una dintre cele mai brutale concursuri care au fost televizate vreodată în wrestling”. Două săptămâni mai târziu, The Mack i-a reunit pe Killshot și Fox și a câștigat Trios Championship. În timpul sezonului 4, Killshot a avut o ceartă cu Son of Havoc, care a culminat la Ultima Lucha Cuatro într-un meci mască vs mască. După ce a pierdut meciul, Killshot și-a predat masca lui Son of Havoc și și-a dezvăluit identitatea ca Lt. Jermaine Strickland. În timp ce părăsea templul, și-a cerut scuze lui Dante Fox și a cerut să fie eliberat de datorie. Primind permisiunea, Killshot a ieșit din templul subteran Lucha.

#### Major League Wrestling (2017–2019, 2022)
Pe 5 octombrie 2017, Strickland a debutat în evenimentul principal al show-ului de renaștere din 2017 de la Major League Wrestling, One Shot, învingându-l pe Ricochet. Pe 12 aprilie 2018, Strickland l-a învins pe Matt Riddle la unul dintre primele spectacole majore ale MLW, pentru a câștiga un turneu de opt oameni și  MLW World Heavyweight Championship. El a pierdut titlul în fața luptătorului Low Ki după ce Strickland a avut câteva apărări de succes, domnia sa durand 91 de zile. După aceea, s-a certat cu Sami Callihan, care s-a încheiat cu un street fight câștigat de Strickland. De asemenea, au participat la un meci War Games în septembrie 2018, unde Callihan l-a atacat pe Strickland în timpul intrării sale, îndepărtându-l din meci. Se pare că acest lucru a fost făcut pentru a-l îndepărta din show dacă negocierile contractului se schimbă.
În episodul 32 din programul săptămânal MLW Fusion, Strickland s-a confruntat cu Low Ki în revanșa pentru MLW World Heavyweight Championship. Cu toate acestea, după o distragere a atenției, Ki a „smuls” o parte din părul lui Strickland și a câștigat printr-un roll-up. După meci, Strickland a luat un microfon și a făcut un promo worked shoot îndreptat către conducerea MLW, devenind heel în acest proces. El l-a menționat pe proprietarul Court Bauer și a dat vina pe conducere pentru ghinionul său în ultima vreme. El a încheiat promoția cu: „În momentul de față, îmi reziliez contractul și sunt...”, în timp ce i s-a întrerupt microfonul. Strickland a continuat să arunce gunoiul în angajații MLW care se confruntau cu el.
A urmat două săptămâni mai târziu, la Fusion, o scenă în care Strickland și Court Bauer se ceartă în spatele ușii închise a biroului său. După aceasta, s-a declarat că era „obligat prin contract” să apară la evenimentul MLW din 13 decembrie 2018, Never Say Never. La eveniment a fost învins de luchador-ul din CMLL  Rush. Acest meci a fost difuzat pe MLW Fusion pe 18 ianuarie 2019. Strickland a deschis emisiunea cu un promo heel disprețuind fanii și orașul până când a fost întrerupt de Rush. Aceasta ar fi ultima apariție regulată a lui Strickland în MLW. Pe 15 ianuarie 2019, Strickland a declarat pe Twitter că acum este liber de contract.
Strickland s-a întors la MLW în martie 2022, la Intimidation Games, apărând ca adversarul misterios pentru  MLW World Middleweight Championship al lui Myron Reed, pierzând și aliniându-se cu Cesar Duran de la Azteca Underground.

### WWE(2019-2021)
Pe 17 aprilie 2019, a fost anunțat că a semnat un contract cu WWE și a început să lucreze la Centrul lor de performanță, iar numele lui a fost schimbat în Isaiah „Swerve” Scott. Și-a făcut meciul de debut împotriva lui Cameron Grimes, un meci dark ce a avut loc înainte de înregistrările NXT de la 1 mai. În iunie, a fost anunțat că Scott va concura într-un turneu numit NXT Breakout Tournament, unde și-a făcut debutul în episodul NXT din 3 iulie, dar a pierdut în fața lui Cameron Grimes în primul tur al turneului. În episodul din 23 iulie din 205 Live, el a debutat în brand pierzând în fața campionului Cruiserweight Drew Gulak. La Worlds Collide din 25 ianuarie 2020, Scott a contestat pentru Centura Cruiserweight într-un meci fatal 4-way împotriva lui Travis Banks, Jordan Devlin și campionul de atunci Angel Garza, dar nu a reușit să câștige.
Pe 12 aprilie, Scott a fost anunțat ca participant la un turneu pentru a determina campionul interimar NXT Cruiserweight, reprezentând Grupa B în turneu, unde a fost învins de Akira Tozawa și Gentleman Jack Gallagher, dar a reușit să-l învingă pe El Hijo del Fantasma (care lucrase și pentru Lucha Underground sub numele de King Cuerna), reușind astfel să câștige turneul. Scott a început apoi o rivalitate cu campionul Cruiserweight Santos Escobar, noul nume de ring al lui El Hijo del Fantasma, după ce Scott a pretins că este singurul care l-a bătut pe Escobar. În episodul NXT din 26 august, Scott l-a provocat pe Escobar pentru titlu, dar a pierdut după ce Escobar l-a lovit cu o mască. În episodul de 1 septembrie din NXT Super Tuesday, Scott și Breezango (Tyler Breeze și Fandango) l-au învins pe Legado del Fantasma într-un Six-Man Street Fight, după ce Scott a pus pin-ul din nou pe Escobar, câștigându-i astfel Scott o șansă la titlu la NXT TakeOver: 31. La eveniment, el a pierdut în fața lui Escobar.
Scott a intrat apoi la turneul Dusty Rhodes Tag Team Classic, unde a fost asociat cu Jake Atlas, dar cei doi au fost eliminați din turneu de eventualii câștigători MSK (Nash Carter și Wes Lee) și în urma meciului s-au certat unul cu celălalt. În episodul NXT din 17 februarie 2021, Scott l-a atacat pe Leon Ruff după ce a pierdut un meci în fața lui, devine heel în acest proces. La NXT Takeover: Stand & Deliver, Scott a participat la un meci 6 Way, unde i-a eliminat pe Ruff și Cameron Grimes, dar ar fi fost ultima persoană eliminată în meci de Bronson Reed.
În episodul din 4 mai din NXT, Scott l-a învins pe Ruff într-un meci Falls Count Anywhere după ce A. J. Francis a intervenit în numele lui. Săptămâna următoare, lui Scott i s-au alăturat Francis (care se numea acum Top Dolla), Tehuti Miles (acum numit Ashante „Thee” Adonis) și Briana Brandy (acum B-FAB), formând Hit Row. În episodul NXT din 29 iunie, Scott l-a învins pe Bronson Reed pentru a câștiga NXT North-American Championship, primul său titlu din cariera sa din WWE. Ca parte a Draft-ului din 2021, Scott, împreună cu restul Hit Row, au fost recrutați pentru marca SmackDown. În episodul NXT din 12 octombrie, el l-a învins pe Santos Escobar pentru a-și păstra titlul, doar pentru a pierde în fața lui Carmelo Hayes, punând capăt domniei sale de 105 zile. Pe 4 noiembrie, B-Fab a fost dată afară din WWE, scurtând grupul. Două săptămâni mai târziu, pe 18 noiembrie, Scott a fost dat afară din WWE împreună cu Adonis și Dolla.

### All Elite Wrestling (2022–prezent)

#### Swerve In Our Glory(2022–2023)
Pe 6 martie 2022, Strickland a semnat cu All Elite Wrestling (AEW), debutând sub noul nume Swerve Strickland la evenimentul pay-per-view Revolution. Și-a făcut debutul în ring pentru AEW în episodul din 11 martie din Rampage, învingându-l pe Tony Nese. Săptămâna următoare, Strickland s-a aliniat cu Keith Lee într-o ceartă cu Team Taz (Powerhouse Hobbs și Ricky Starks). Strickland și Lee aveau să înceapă apoi să facă echipă, numită „Swerve In Our Glory”. În aprilie 2022, Strickland și-a făcut debutul pentru promoția soră a AEW, Ring of Honor (ROH), învingându-l pe Alex Zayne la Supercard of Honor XV.

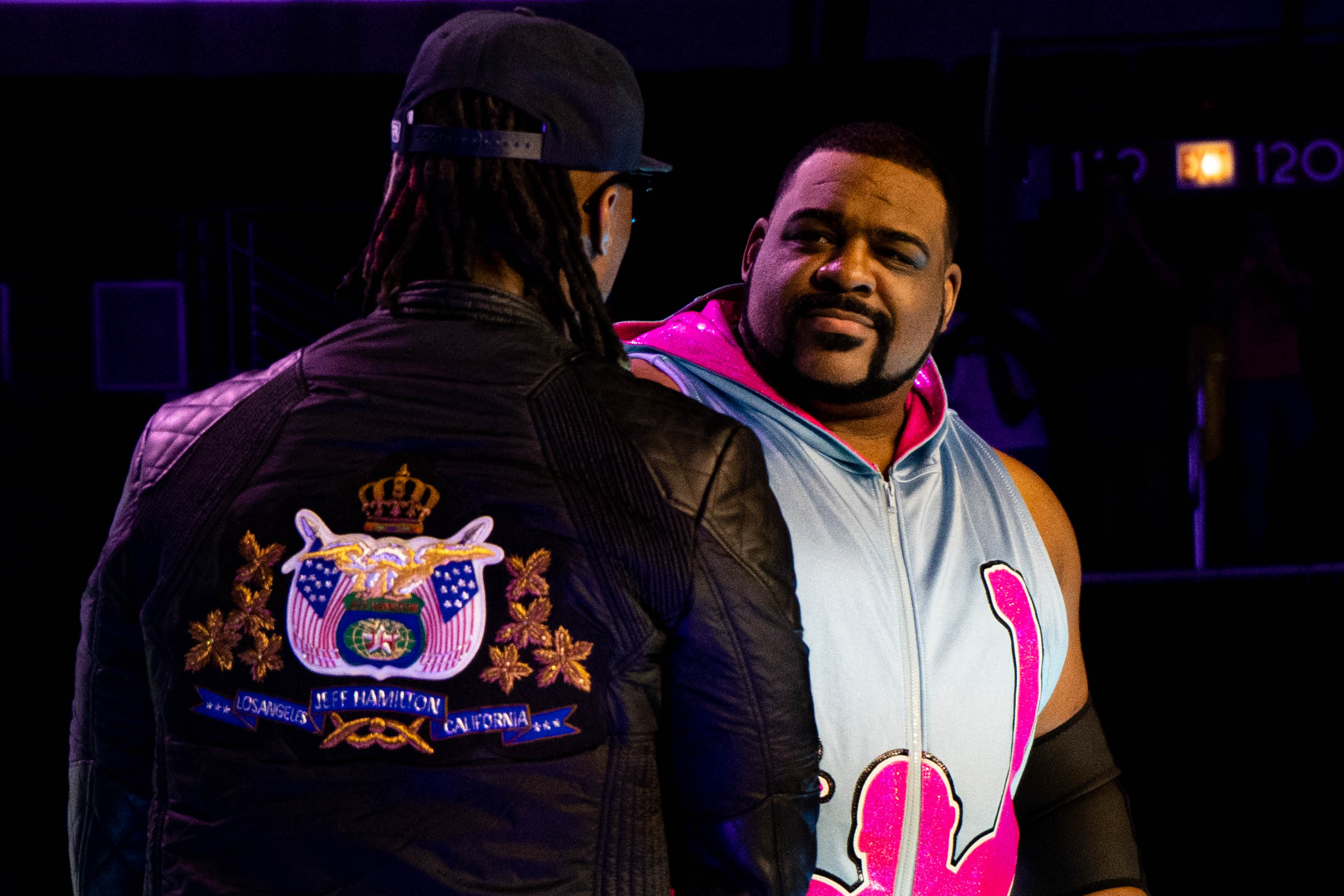
Forbidden Door (AEW x NJPW)Swerve(stânga) și Keith Lee(dreapta)

La Dynamite: Fyter Fest Night 1, pe 13 iulie, Swerve In Our Glory i-a învins pe campionii The Young Bucks și Team Taz într-un meci Triple or Nothing pentru a câștiga AEW World Tag Team Championship. Ei și-au apărat titlul cu succes împotriva unor oameni precum The Lucha Brothers și Gunn Club (Colten și Austin Gunn). Ei urmau apoi să intre într-o serie de trei meciuri cu The Acclaimed (Max Caster și Anthony Bowens), învingându-i la All Out, pierzând titlurile în fața lor într-o revanșă la Dynamite: Grand Slam și pierzând încă o dată în fața lor la Full Gear, după ce Strickland l-a pălmuit pe Lee când Lee a refuzat să folosească ciocanul ca armă, făcându-l pe Lee să iasă din meci. Luna următoare, la evenimentul ROH Final Battle, Swerve In Our Glory s-a confruntat cu Shane Taylor Promotions. În timpul meciului, Strickland a urmat exemplul, lăsându-l pe Keith Lee la ananghie, determinându-l pe Lee să-i învingă singur pe Shane Taylor Promotions.
Pe 21 decembrie 2022, ediția Dynamite, Strickland s-a întors împotriva llui Lee, formând o nouă echipă, „Mogul Affiliates”, cu Parker Boudreaux, Granden Goetzman (numit mai târziu Trench) și rapperul Rick Ross. Strickland s-a certat cu Lee până în martie 2023, când el și Boudreaux au pierdut în fața lui Lee și Dustin Rhodes.
În aprilie 2023, Mogul Affiliates a fuzionat cu facțiunea lui Prince Nana, The Embassy, pentru a crea Mogul Embassy.

#### Mogul Embassy;Campion AEW  (2022–2024)
Strickland a început o rivalitate cu Sting și Darby Allin, începând de când Allin l-a învins pe Strickland în ediția din 12 aprilie din Dynamite. Pe 28 mai la Double or Nothing, Stickland a concurat în Blackjack Battle Royal cu alți 21 de oameni pentru AEW International Championship, dar a fost eliminat în cele din urmă de Orange Cassidy, care și-a păstrat titlul. Strickland a primit un meci pentru titlu la ediția din 7 iunie din Dynamite, dar a pierdut când a fost învins de Cassidy. După meci, Strickland și Mogul Embassy     l-au atacat pe Cassidy doar pentru a fi alungate de Allin și Sting. În luna următoare, Strickland a fost forțat să facă din nou echipa cu Keith Lee în Turneul Blind Eliminator Tag Team, dar duo-ul a fost eliminat rapid de Allin și Cassidy. Săptămâna următoare, Strickland l-a învins pe studentul și rivalul lui Allin  din scena independentă Nick Wayne. La ediția din 26 iulie din Dynamite, Strickland și-a luat răzbunarea în fața lui Allin, învingându-l.Rivalitatea s-a intensificat și mai mult când aliatul lui Allin, AR Fox, l-a trădat pe Darby, alăturându-se Mogul Embassy. Pe 23 august, Strickland și Fox au pierdut în fața lui Allin și Wayne, făcându-l pe Strickland să-l dea afară pe Fox din Mogul Embassy, punând capăt alianței lor pe termen scurt, înaintea meciului celor doi cu Allin și Sting la All In. Curând după aceea, Christian Cage a fost anunțat ca înlocuitor lui Fox ca partener al lui Strickland la eveniment. Pe 27 august 2023, la All In, Strickland și Cage au pierdut în fața lui Allin și Sting într-un meci coffin, după ce Strickland a fost închis în sicriu.
Strickland s-a întors, pentru prima dată de când a fost plasat în sicriul de la All In, la ediția din 6 septembrie din Dynamite, înfruntându-l pe „Hangman” Adam Page. Strickland l-a mustrat pe Page, susținând că, dacă i s-ar fi oferit aceleași oportunități ca și Hangman, el ar deveni „primul campion mondial AEW negru”. După ce și-a mai bătut joc de Page, membrul Mogul Embassy, Brian Cage, l-a atacat pe Page. Săptămâna următoare, Strickland s-a confruntat din nou cu Page în timpul meciului său cu Brian Cage. După victoria lui Page, Strickland l-a provocat la un meci la WrestleDream pe 1 octombrie. Înainte ca Page să poată răspundă, Cage l-a atacat, deși a fost salvat de The Young Bucks. Conflictul s-a intensificat la Rampage: Grand Slam, unde The Elite (Page și The Young Bucks) au învins Mogul Embassy (Brian Cage, Toa Liona și Bishop Kaun) pentru a câștiga ROH World Trios Championship. La ediția din 27 septembrie din Dynamite, Strickland și Page s-au întâlnit în ring pentru semnarea unui contract pentru a-și confirma meciul la WrestleDream. Cei doi s-au insultat unul pe celălalt, ceea ce l-a făcut pe Adam Page să înjunghie mâna lui Strickland cu un stilou. Pe 1 octombrie la WrestleDream din statul natal al lui Strickland, Washington, Strickland l-a învins pe Page. Pe 18 noiembrie la Full Gear, Strickland l-a învins pe Page într-un Texas Deathmatch. Meciul a fost apreciat și a primit un rating de cinci stele de la Dave Meltzer, făcându-l primul meci de cinci stele din cariera lui Strickland, dar a primit reacții și o anumită atenție mass-media pentru un moment în care Page i-a tăiat fruntea lui Strickland și i-a băut sângele. Strickland a declarat că a le spune oamenilor să evite vizionarea meciului ar avea efectul opus și a comparat-o cu a le spune copiilor să nu meargă să vadă „un nou film de groază nebunesc”.
Strickland a participat la primul turneu Continental Classic, unde a terminat în vârful grupei sale cu 12 puncte, permițându-i să avanseze în semifinală. În semifinală, Strickland a pierdut într-un meci triple threat în fața lui Jon Moxley, eliminându-l din turneu. Pe 30 decembrie la Worlds End, Strickland era programat inițial să se confrunte cu Keith Lee; întrucât Lee nu a fost autorizat din punct de vedere medical să concureze, a fost înlocuit de Dustin Rhodes, pe care Strickland l-a învins.
În episodul din 7 februarie 2024 din Dynamite, Strickland s-a luptat cu Adam Page, câștigătorul înfruntându-l pe Samoa Joe pentru AEW World Championship la Revolution. Cu toate acestea, meciul lor s-a încheiat cu o remiză de 30 de minute; ca urmare, ambii bărbați au fost declarați candidații numărul unu, Joe fiind, la rândul său, programat să apere AEW World Championship împotriva ambilor într-un meci în trei, care a fost câștigat de Joe.

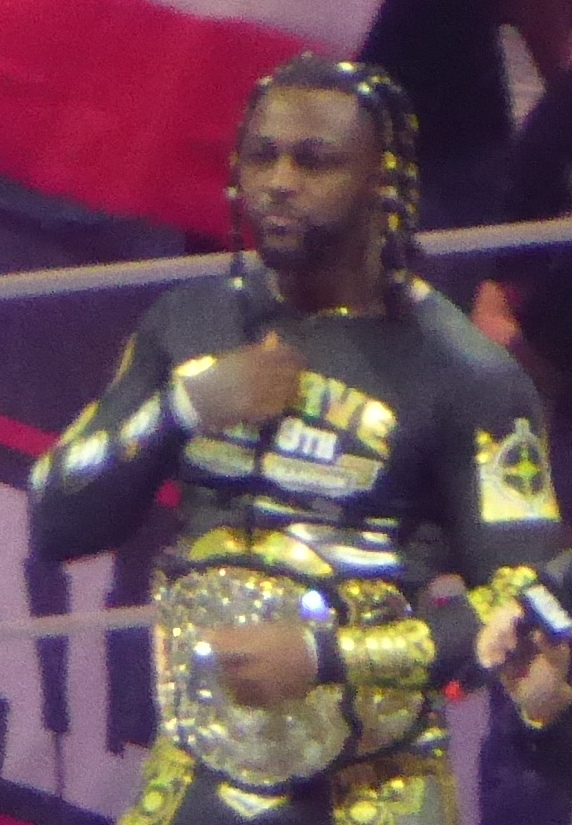
Swerve Strickland cu AEW World Champion, All In (2024)

La Dynasty, Strickland l-a învins pe Samoa Joe pentru a captura AEW World Championship. Învingându-l pe Samoa Joe, Strickland a devenit primul campion mondial AEW afro-american recunoscut. În episodul din 27 aprilie din AEW Collision, Strickland l-a învins pe Claudio Castagnoli în prima sa apărare a titlului. În episodul din 1 mai din Dynamite, adversarul lui Strickland la Double or Nothing din 26 mai s-a dezvăluit că este Christian Cage. În episodul din 8 mai din Dynamite, Strickland a fost atacat de Brian Cage, Kaun și Toa Liona, ducând la desființarea Mogul Embassy. Pe 26 mai la eveniment, Strickland a apărat cu succes AEW World Championship împotriva lui Christian Cage. 
Pe 30 iunie la Forbidden Door, Strickland și-a apărat titlul împotriva lui Will Ospreay. Pe 25 august la All In, el a fost învins de Danielson prin supunere, pierzând pentru prima dată prin supunere în AEW, încheiendu-și domnia la 126 de zile. Mai devreme, în pre-show-ul Zero Hour, s-a arătat că Strickland a semnat din nou cu AEW, ceea ce a fost mai târziu raportat de Fightful Select a fi o înțelegere pe mai mulți ani și una dintre cele mai mari oferte din istoria AEW.
1. ↑  „Mogul Affiliates Joins Forces With The Embassy On 4/7 AEW Rampage” (în engleză). Yahoo Entertainment. 8 aprilie 2023. Accesat în 20 februarie 2025.